# Вілліге-Лангерак
Вілліге-Лангерак (нід. Willige Langerak) — селище в нідерландській провінції Утрехт. Входить до муніципалітету Лопік.
Перша згадка про населений пункт датується 1291 роком.
До 1943 року мало статус окремого муніципалітету.

## Галерея

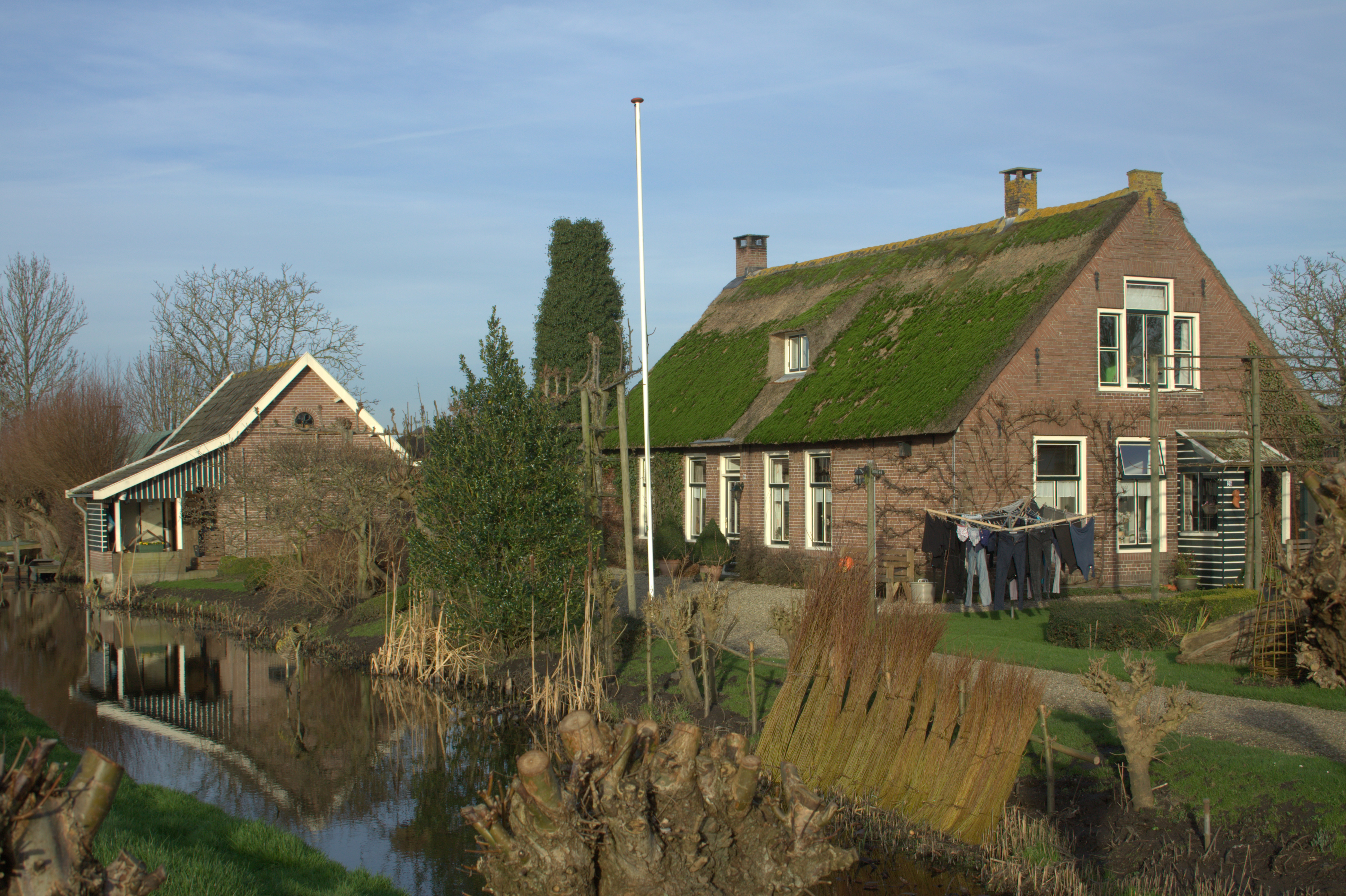
Ферма у селищі
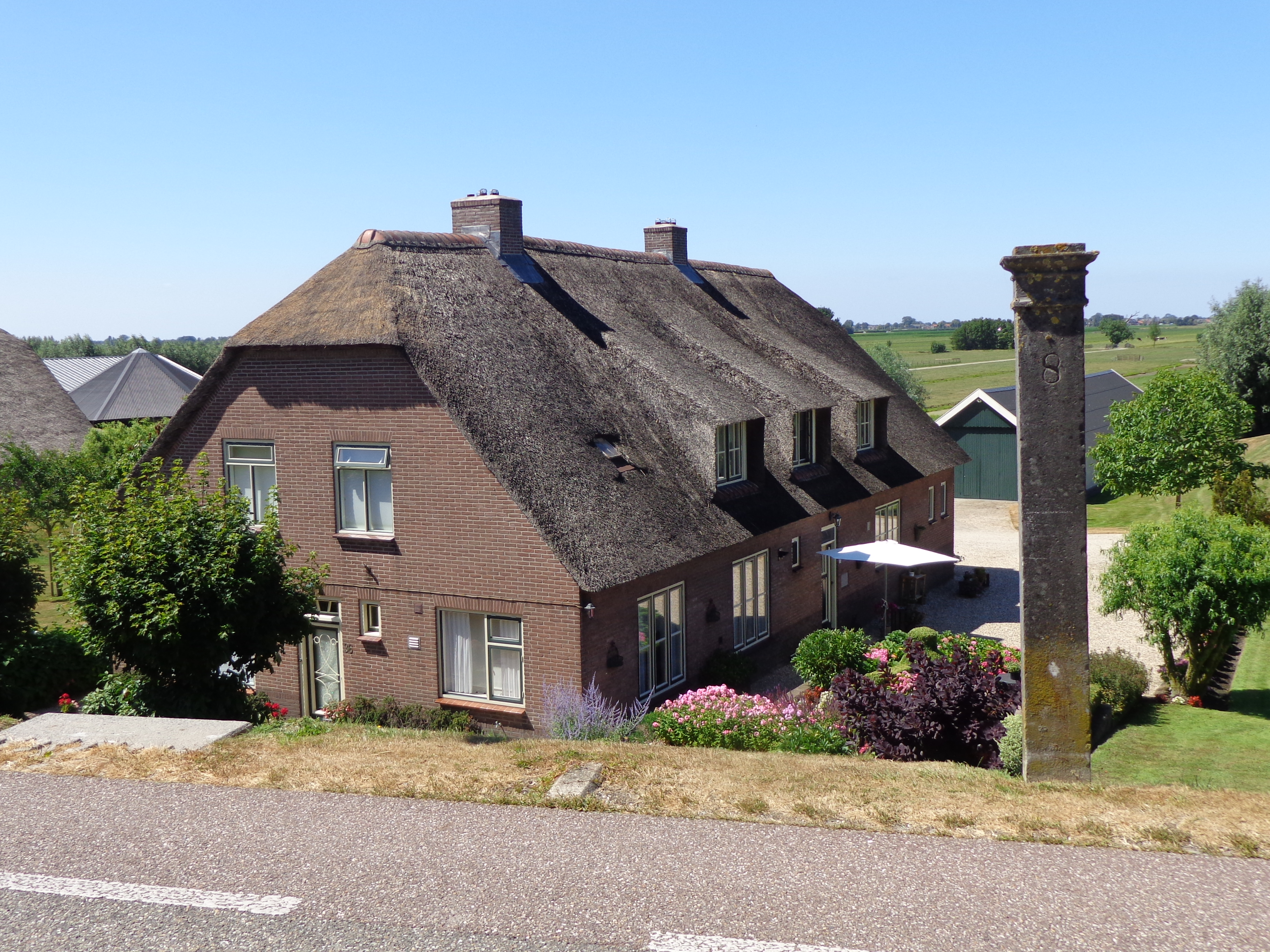
Ферма у селищі
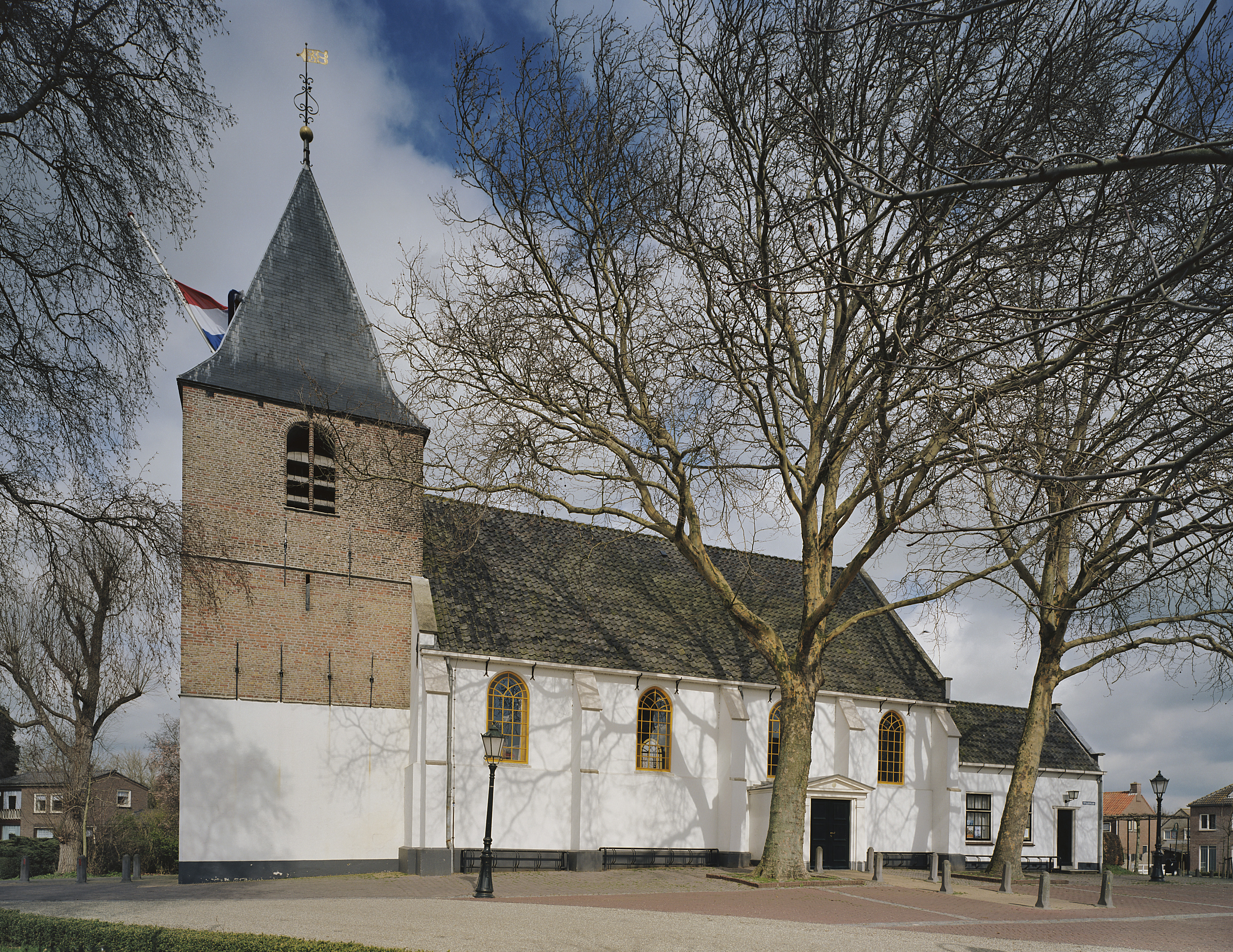
Колишня церква
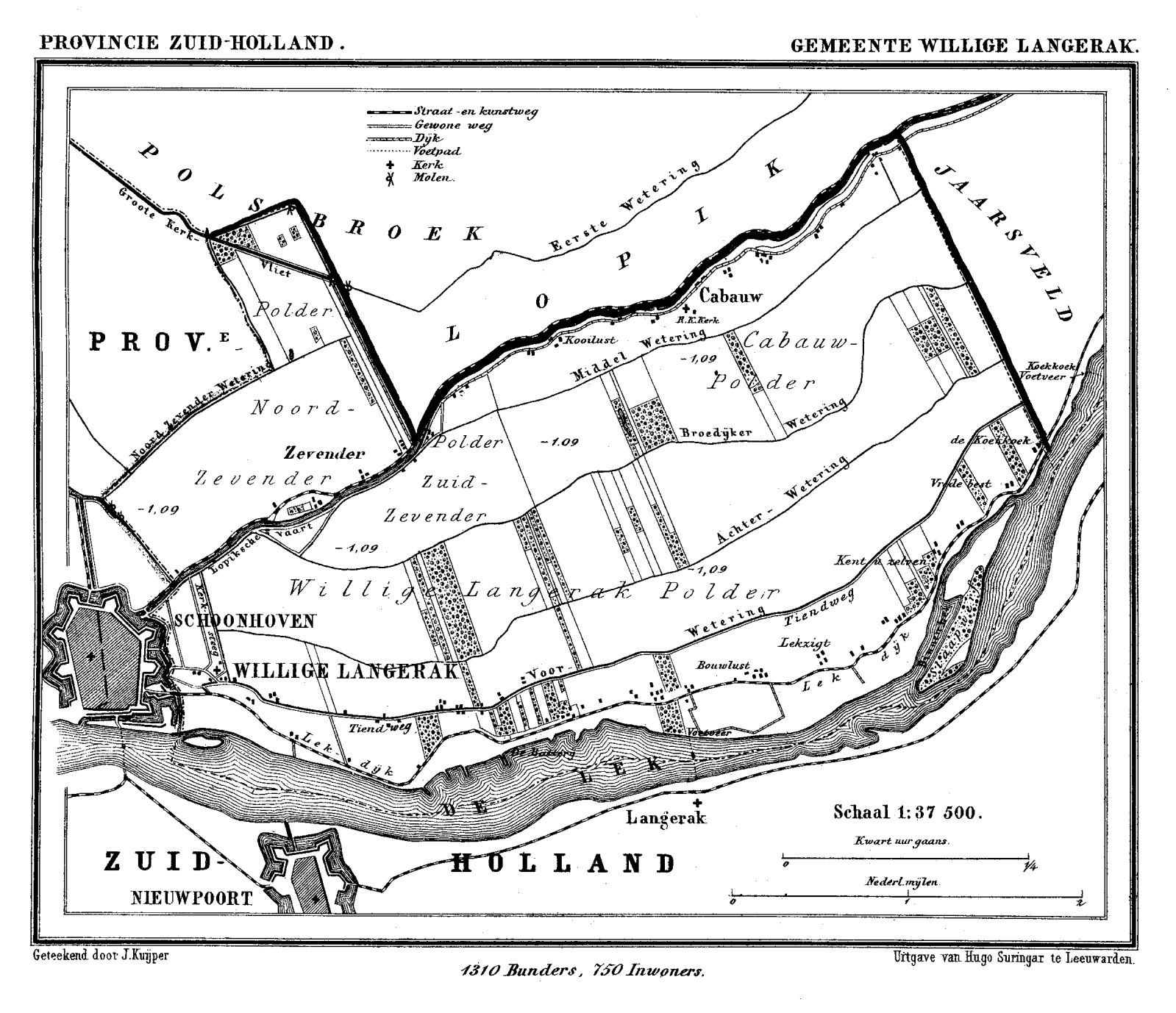
План селища (1865)